# Voice of Wilderness
Voice of Wildernes je druhé studiové album od finské kapely Korpiklaani. Bylo vydáno v roce 2005.

## Seznam skladeb
| Pořadí         | Název                | Hudba             | Text             | Délka |
| -------------- | -------------------- | ----------------- | ---------------- | ----- |
| 1.             | Cottages & Saunas    | Järvelä           | Järvelä          | 03:16 |
| 2.             | Journey Man          | Järvelä           | Järvelä          | 02:33 |
| 3.             | Fields in Flames     | Järvelä           | Järvelä          | 03:52 |
| 4.             | Pine Woods           | Järvelä, Honkanen | -instrumenální-  | 04:26 |
| 5.             | Spirit of the Forest | Järvelä           | Järvelä          | 04:27 |
| 6.             | Native Land          | Järvelä           | Järvelä          | 04:32 |
| 7.             | Hunting Song         | Järvelä           | Järvelä          | 03:02 |
| 8.             | Ryyppäjäiset         | Järvelä           | -instrumentální- | 03:00 |
| 9.             | Beer Beer            | Järvelä           | Järvelä          | 03:00 |
| 10.            | Old Tale             | Järvelä           | Järvelä          | 05:40 |
| 11.            | Kädet siipinä        | Lemmetty          | Järvelä          | 03:12 |
| Celková délka: | Celková délka:       | Celková délka:    | Celková délka:   | 41:02 |

## Obsazení

### Kapela
- Jonne Järvelä – zpěv, joik, kytara

- Kalle "Cane" Savijärvi – kytara, doprovodný zpěv

- Toni "Honka" Honkanen – kytara
- Arto Tissari – baskytara, doprovodný zpěv
- Jaakko "Hittavainen" Lemmetty – housle, dudy, foukací harmonika, jouhikko
- Ali Määttä – perkuse
- Matti Johansson – bicí, doprovodný zpěv

### Hosté
- Mäkkärä – doprovodné zvuky

- Frank – doprovodné zvuky

- Virva Holtiton – kantele

- Katja Juhola – harmonika